# Służebnik

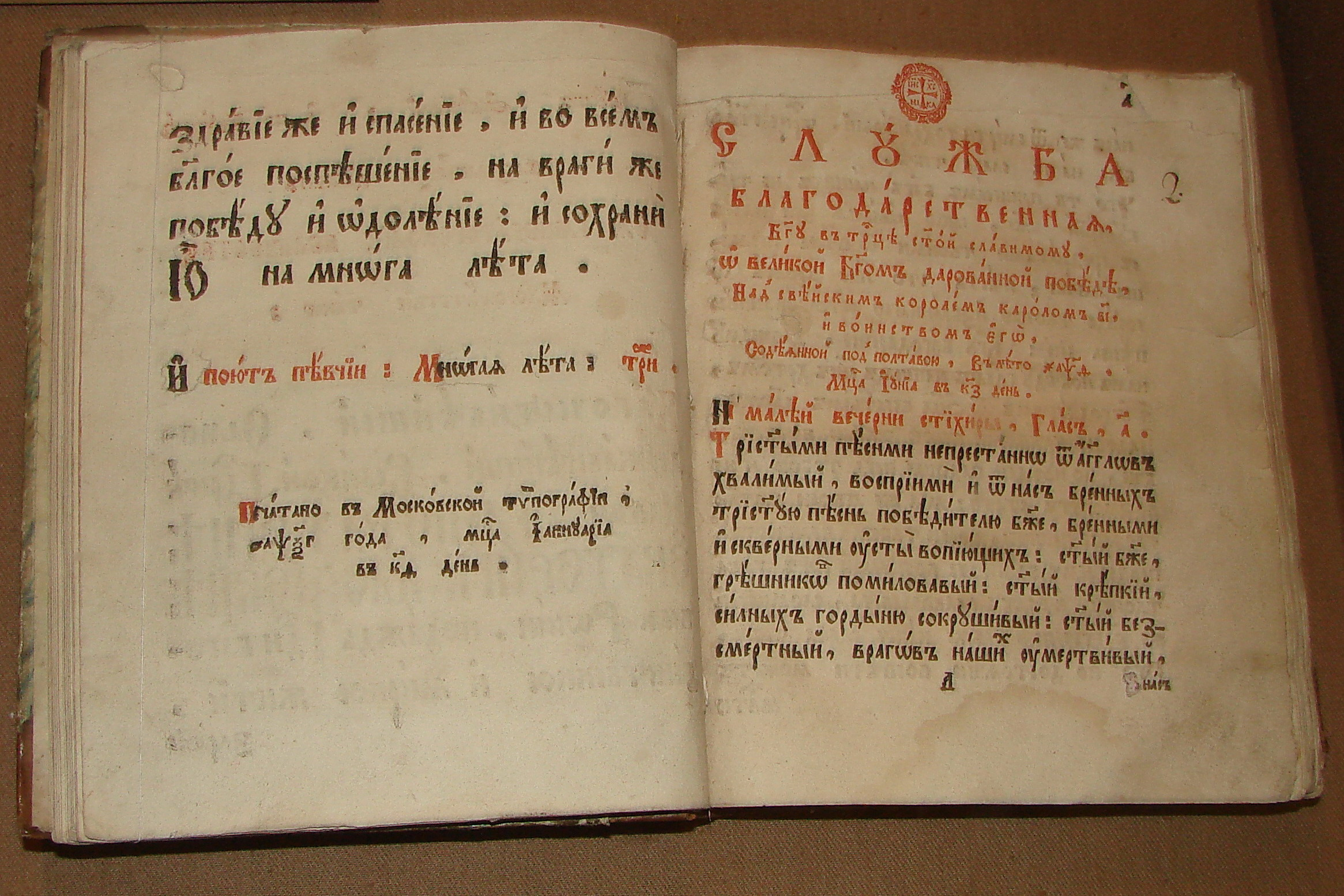

Służebnik – księga cerkiewna zawierająca teksty nabożeństw. 

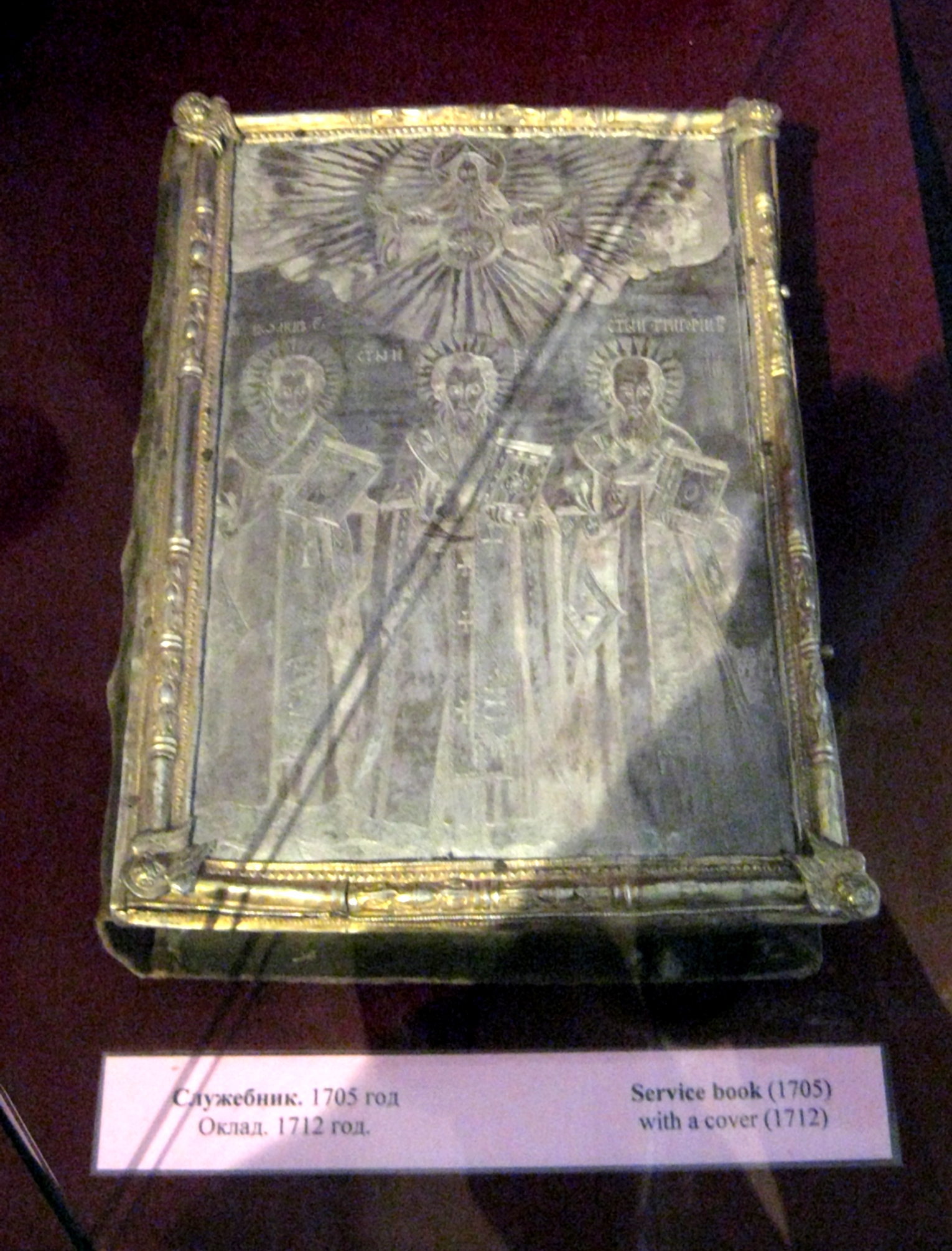
Służebnik z 1705 roku.